# Улица Пивченкова
Улица Пивче́нкова — улица в Западном административном округе города Москвы на территории района Фили-Давыдково.
Расположение — между улицами Герасима Курина и Олеко Дундича.
Почтово-телеграфное обслуживание — отделение 121108.
Расположение — метро «Пионерская», «Филёвский парк». Остановка — «Улица Пивченкова» (маршруты № 135, 366).

## История улицы Пивченкова
Улица Пивченкова была названа 9 мая 1961 года, в День Победы, в память о В. Т. Пивче́нкове (1919—1944) — командире стрелкового батальона, Герое Советского Союза, погибшем в бою, жителе деревни Мазилово, дом которого располагался вблизи нынешней улицы Пивченкова. Прежнего названия улица не имела, так как незадолго до постройки новой улицы, названной именем В. Т. Пивченкова, отсюда выселились последние жители деревни Мазилово. Работал Пивченков В. Т. на машиностроительном заводе в деревне Фили (ныне Государственный космический научно-производственный центр имени М. В. Хруничева). Нумерация домов улицы Пивченкова идёт от улицы Герасима Курина. С 23 июня 2017 года улица Пивченкова стала односторонней по направлению к улице Герасима Курина.

## Примечательные здания и сооружения

### По чётной стороне
- № 2 -
- № 4 -
- № 6 -
- № 8 -
- № 10 -
- № 10, с. 3 -
- № 14

### По нечётной стороне
- № 1 -
- № 1, к. 1 -
- № 1, к. 2 -
- № 1, к. 3 -
- № 1, к. 3а -
- № 1, к. 3сб -
- № 3 -
- № 3, к. 1 -
- № 3, к. 2 -
- № 3, к. 3 -
- № 5 — ЖСК Нефтяник — ВНИИ НП.
- № 7 -
- № 9 — Детская городская поликлиника № 50.
- № 9, с. 1 — Лаборатория при ДГП № 50.